# Zoopark-1
Pour l’article homonyme, voir Zoopark.
Le Zoopark-1 (russe : Зоопарк-1, jardin zoologique) (indice Grau : 1L219) est un radar de contrebatterie soviétique développé par KBP de Toula à la fin des années 1980. C'est un radar à balayage électronique passif destiné à la détection des positions de l'artillerie ennemie. Il est entré en service en 1991 dans l'armée soviétique puis très vite dans l'armée russe.

## Historique

### Développement
Depuis 1977, le radar de contrebatterie 1RL239 est en service au sein de l'armée soviétique. Cependant, ses performances sont vite jugées faibles et un remplaçant doit être conçu.
C'est pourquoi le KBP de Toula conçoit un nouveau complexe d'arme. Ce complexe basé sur le MT-LBu est adopté en 1991 dans l'armée soviétique sous la désignation 1L219 Zoopark-1.
Avec la chute de l'Union soviétique, la production et l'utilisation du complexe est reprise par la Russie.

### Utilisation doctrinale
Le complexe Zoopark-1 est depuis sa mise en service en lien avec les bataillons équipés de 2S19 Msta-S. Le Zoopark-1 transmet dès la validation d'une frappe les coordonnées probables de l'émetteur du tir aux 2S19 pour ensuite permettre la destruction de ceux-ci.

### Utilisation lors de l'invasion de l'Ukraine
Le Zoopark-1 est utilisé par l'armée russe lors de l'invasion de l'Ukraine par la Russie depuis 2022. Le site web Oryx compte au 21 juillet 2023 deux 1L219, deux 1L259 et six 1L261 détruits.
Les renseignements britanniques estiment en mars 2023 que les pertes en Zoopark, disponibles en nombre limité, seront difficiles à reconstituer en raison des sanctions. En juillet 2023, les renseignements britanniques estiment que la pénurie en radars Zoopark s'aggrave. Le général russe Ivan Popov est limogé après s'être plaint du manque de capacités de contrebatterie.

## Caractéristiques

### Complexe d'arme
Le complexe d'arme 1L219 est composé du véhicule principal 1L259 sur châssis de MT-LBu, du véhicule de soutien 1I30 basé sur la camion Oural-43203 et de la station électrique mobile ED30-T230P-RPM.

### Cibles visées
Le 1L219 est un radar de contrebatterie pouvant repérer des tirs de mortiers, obus, roquettes et missiles.
Le radar peut suivre jusqu'à 18 cibles en même temps.

La capacité de calcul de l'émetteur des projectiles a une incertitude de 30 mètres environ.

### Distance d'acquisition des cibles
Les distances d'acquisition de cibles sont ci-dessous affichées avec une probabilité de 80%.
| Projectile tiré                | Distance en km |
| ------------------------------ | -------------- |
| Mortier de 81 mm               | 12 km          |
| Mortier de 120 mm              | 15 km          |
| Artillerie de 105 mm           | 8 km           |
| Artillerie de 155 mm et 203 mm | 10 km          |
| Roquette de 122 mm             | 12 km          |
| Roquette de 240 mm             | 20 km          |
| Missiles tactiques             | 35 km          |

### Zone d'acquisition des cibles
Le 1L219 peut acquérir des cibles entre 60° à l'horizontal et 40° à la verticale.

## Variantes

### 1L219M
Le 1L219M est une amélioration arrivée en service en 2009 et qui consiste en une refonte des électronique et système internes.

## Galerie d'images

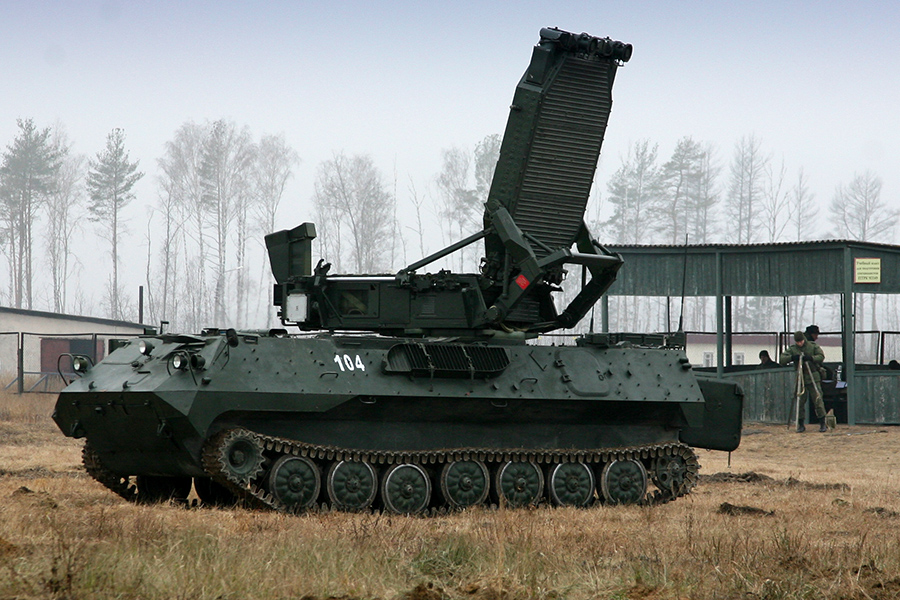
Exercice d'artillerie en novembre 2014.
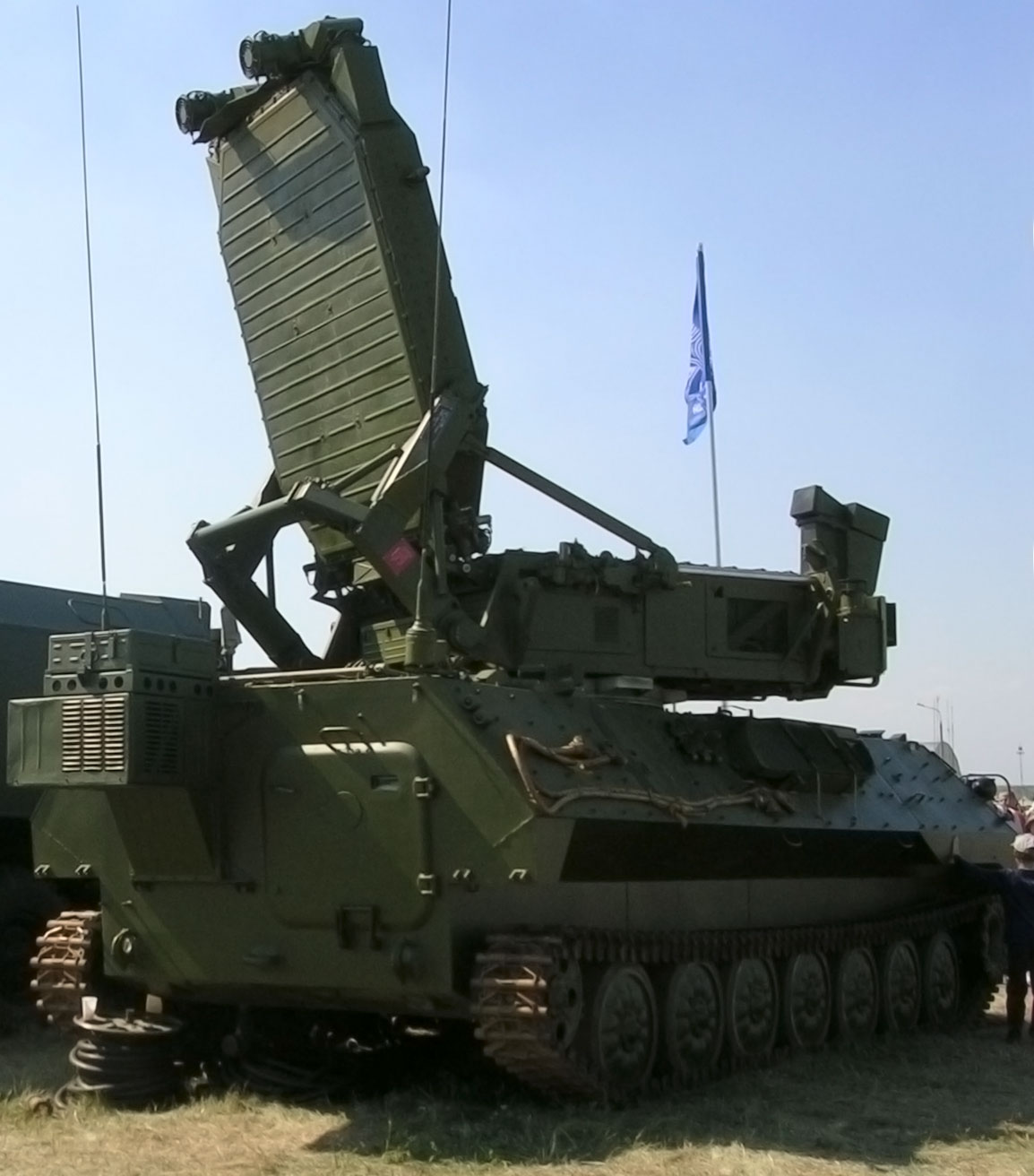
Vue arrière en 2009.
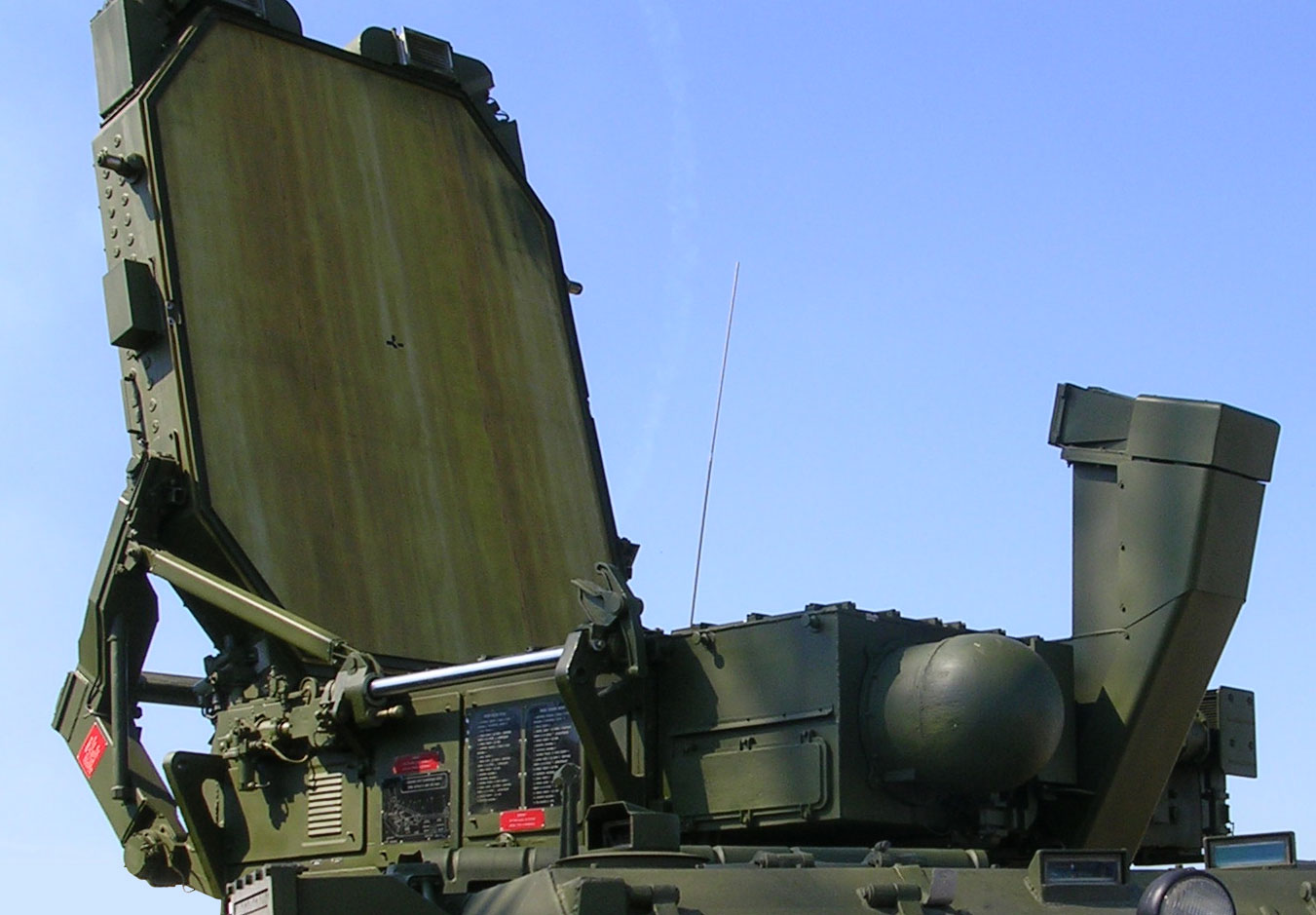
Tourelle du radar en décembre 2008.